# Liste von Sakralbauten in Wertheim
Die Liste von Sakralbauten in Wertheim nennt Kirchengebäude und sonstige Sakralbauten im Stadtgebiet von Wertheim im Main-Tauber-Kreis in Baden-Württemberg.

## Sakralbauten in Wertheim

### Christentum
Die katholischen Sakralbauten im Stadtgebiet von Wertheim gehören zur Seelsorgeeinheit Wertheim im Dekanat Tauberbischofsheim. Die evangelischen Sakralbauten im Stadtgebiet von Wertheim sind verschiedenen Kirchengemeinde im Kirchenbezirk Wertheim zugeordnet.

#### Kirchengebäude
| Name                               | Konfession               | Ort              | Bild | Koordinaten                 |
| ---------------------------------- | ------------------------ | ---------------- | --- | --------------------------- |
| Auferstehungskirche                | ev.                      | Nassig           | | 49° 44′ 8″ N, 9° 27′ 0″ O   |
| Christuskirche                     | ev.                      | Bettingen        | Bild gesucht Die Wikipedia wünscht sich an dieser Stelle ein Bild vom hier behandelten Ort. Falls du dabei helfen möchtest, erklärt die Anleitung , wie das geht. BW | 49° 46′ 21″ N, 9° 33′ 45″ O |
| Christuskirche                     | ev.                      | Grünenwört       | Bild gesucht Die Wikipedia wünscht sich an dieser Stelle ein Bild vom hier behandelten Ort. Falls du dabei helfen möchtest, erklärt die Anleitung , wie das geht. BW | 49° 46′ 22″ N, 9° 28′ 17″ O |
| Evangelische Kirche                | ev.                      | Dietenhan        | | 49° 44′ 39″ N, 9° 36′ 25″ O |
| Evangelische Kirche                | ev.                      | Höhefeld         | | 49° 42′ 48″ N, 9° 36′ 42″ O |
| Evangelische Kirche                | ev.                      | Kembach          | Bild gesucht Die Wikipedia wünscht sich an dieser Stelle ein Bild vom hier behandelten Ort. Falls du dabei helfen möchtest, erklärt die Anleitung , wie das geht. BW | 49° 44′ 30″ N, 9° 37′ 36″ O |
| Evangelische Kirche                | ev.                      | Lindelbach       | | 49° 45′ 27″ N, 9° 35′ 4″ O  |
| Friedenskirche                     | ev.                      | Sonderriet       | | 49° 43′ 7″ N, 9° 26′ 22″ O  |
| Klosterkirche Mariä Himmelfahrt    | r.-k.                    | Bronnbach        | | 49° 42′ 46″ N, 9° 32′ 53″ O |
| Leonhardskirche                    | ev.                      | Sachsenhausen    | | 49° 43′ 58″ N, 9° 29′ 30″ O |
| Martin-Luther-Kirche               | ev.                      | Bestenheid       | Bild gesucht Die Wikipedia wünscht sich an dieser Stelle ein Bild vom hier behandelten Ort. Falls du dabei helfen möchtest, erklärt die Anleitung , wie das geht. BW | 49° 47′ 4″ N, 9° 29′ 55″ O  |
| Michaelskirche                     | ev.                      | Reinhardshof     | Bild gesucht Die Wikipedia wünscht sich an dieser Stelle ein Bild vom hier behandelten Ort. Falls du dabei helfen möchtest, erklärt die Anleitung , wie das geht. BW | 49° 45′ 11″ N, 9° 29′ 45″ O |
| Mutterhauskirche                   | ev.                      | Eichel/Hofgarten | Bild gesucht Die Wikipedia wünscht sich an dieser Stelle ein Bild vom hier behandelten Ort. Falls du dabei helfen möchtest, erklärt die Anleitung , wie das geht. BW | 49° 45′ 47″ N, 9° 32′ 16″ O |
| Ökumenisches Kirchenzentrum        | ev. / r.-k. (ökumenisch) | Wartberg         | | 49° 45′ 24″ N, 9° 30′ 11″ O |
| St. Dorothea                       | r.-k.                    | Dörlesberg       | | 49° 42′ 45″ N, 9° 30′ 9″ O  |
| St. Elisabeth                      | r.-k.                    | Bestenheid       | | 49° 46′ 57″ N, 9° 30′ 1″ O  |
| St. Georg                          | r.-k.                    | Reicholzheim     | | 49° 43′ 43″ N, 9° 32′ 10″ O |
| St. Lioba                          | r.-k.                    | Hofgarten        | | 49° 45′ 50″ N, 9° 32′ 14″ O |
| St. Martin                         | r.-k.                    | Mondfeld         | | 49° 47′ 4″ N, 9° 25′ 0″ O   |
| St. Venantius                      | r.-k.                    | Wertheim         | | 49° 45′ 37″ N, 9° 30′ 43″ O |
| Stiftskirche                       | ev.                      | Wertheim         | | 49° 45′ 32″ N, 9° 31′ 4″ O  |
| Unserer lieben Frau vom Rosenkranz | r.-k.                    | Dertingen        | | 49° 45′ 56″ N, 9° 36′ 57″ O |

#### Kapellen
Folgende weitere Kapellen bestehen oder bestanden im Stadtgebiet von Wertheim (Auswahl):
| Name                                                                      | Konfession               | Ort          | Bild | Koordinaten                 |
| ------------------------------------------------------------------------- | ------------------------ | ------------ | --- | --------------------------- |
| Alte Krankenhauskapelle                                                   | r.-k.                    | Wertheim     | | 49° 45′ 20″ N, 9° 30′ 54″ O |
| Burgkapelle, Burg Wertheim                                                | r.-k.                    | Wertheim     | Bild gesucht Die Wikipedia wünscht sich an dieser Stelle ein Bild vom hier behandelten Ort. Falls du dabei helfen möchtest, erklärt die Anleitung , wie das geht. BW | 49° 45′ 32″ N, 9° 31′ 12″ O |
| Ehemalige Laurentiuskapelle (späterer Südflügel des Wertheimer Hospitals) | r.-k.                    | Wertheim     | Bild gesucht Die Wikipedia wünscht sich an dieser Stelle ein Bild vom hier behandelten Ort. Falls du dabei helfen möchtest, erklärt die Anleitung , wie das geht. BW | 49° 45′ 35″ N, 9° 30′ 51″ O |
| Hofgartenkapelle                                                          | r.-k.                    | Hofgarten    | | 49° 45′ 41″ N, 9° 31′ 54″ O |
| Kilianskapelle (heute Altertumsmuseum)                                    | r.-k.                    | Wertheim     | | 49° 45′ 33″ N, 9° 31′ 5″ O  |
| Krankenhauskapelle                                                        | ev. / r.-k. (ökumenisch) | Reinhardshof | Bild gesucht Die Wikipedia wünscht sich an dieser Stelle ein Bild vom hier behandelten Ort. Falls du dabei helfen möchtest, erklärt die Anleitung , wie das geht. BW | 49° 45′ 38″ N, 9° 29′ 52″ O |
| Marienkapelle                                                             | r.-k.                    | Wertheim     | Bild gesucht Die Wikipedia wünscht sich an dieser Stelle ein Bild vom hier behandelten Ort. Falls du dabei helfen möchtest, erklärt die Anleitung , wie das geht. BW | 49° 45′ 35″ N, 9° 30′ 59″ O |
| Russische Kapelle                                                         | orth.                    | Wertheim     | Bild gesucht Die Wikipedia wünscht sich an dieser Stelle ein Bild vom hier behandelten Ort. Falls du dabei helfen möchtest, erklärt die Anleitung , wie das geht. BW | 49° 45′ 11″ N, 9° 29′ 45″ O |

#### Klöster
| Name                              | Ort       | Bild | Koordinaten                 |
| --------------------------------- | --------- | ---- | --------------------------- |
| Kapuzinerkloster Wertheim         | Wertheim  |      | 49° 45′ 32″ N, 9° 31′ 4″ O  |
| Kollegiatstift St. Maria Wertheim | Wertheim  |      | 49° 45′ 32″ N, 9° 31′ 4″ O  |
| Zisterzienserabtei Bronnbach      | Bronnbach |      | 49° 42′ 45″ N, 9° 32′ 50″ O |

#### Mariengrotte
| Name         | Konfession | Ort        | Bild | Koordinaten                 |
| ------------ | ---------- | ---------- | ---- | --------------------------- |
| Mariengrotte | r.-k.      | Dörlesberg |      | 49° 42′ 31″ N, 9° 30′ 40″ O |

#### Friedhöfe
In der Großen Kreisstadt Wertheim gibt es 19 Friedhöfe mit 12 Friedhofshallen. Daneben gibt es noch einen jüdischen Friedhof.
| Name         | Ort           | Bild | Koordinaten                 |
| ------------ | ------------- | --- | --------------------------- |
| Bergfriedhof | Wertheim      | | 49° 45′ 32″ N, 9° 30′ 42″ O |
| Waldfriedhof | Bestenheid    | Bild gesucht Die Wikipedia wünscht sich an dieser Stelle ein Bild vom hier behandelten Ort. Falls du dabei helfen möchtest, erklärt die Anleitung , wie das geht. BW | 49° 46′ 50″ N, 9° 29′ 51″ O |
| Friedhof     | Bettingen     | Bild gesucht Die Wikipedia wünscht sich an dieser Stelle ein Bild vom hier behandelten Ort. Falls du dabei helfen möchtest, erklärt die Anleitung , wie das geht. BW | 49° 46′ 19″ N, 9° 33′ 47″ O |
| Friedhof     | Dertingen     | Bild gesucht Die Wikipedia wünscht sich an dieser Stelle ein Bild vom hier behandelten Ort. Falls du dabei helfen möchtest, erklärt die Anleitung , wie das geht. BW | 49° 46′ 6″ N, 9° 37′ 13″ O  |
| Friedhof     | Dietenhan     | | 49° 44′ 39″ N, 9° 36′ 25″ O |
| Friedhof     | Dörlesberg    | Bild gesucht Die Wikipedia wünscht sich an dieser Stelle ein Bild vom hier behandelten Ort. Falls du dabei helfen möchtest, erklärt die Anleitung , wie das geht. BW | 49° 42′ 52″ N, 9° 30′ 17″ O |
| Friedhof     | Eichel        | | 49° 45′ 52″ N, 9° 32′ 43″ O |
| Friedhof     | Grünenwört    | Bild gesucht Die Wikipedia wünscht sich an dieser Stelle ein Bild vom hier behandelten Ort. Falls du dabei helfen möchtest, erklärt die Anleitung , wie das geht. BW | 49° 46′ 24″ N, 9° 28′ 19″ O |
| Friedhof     | Höhefeld      | | 49° 42′ 55″ N, 9° 36′ 35″ O |
| Friedhof     | Kembach       | Bild gesucht Die Wikipedia wünscht sich an dieser Stelle ein Bild vom hier behandelten Ort. Falls du dabei helfen möchtest, erklärt die Anleitung , wie das geht. BW | 49° 44′ 30″ N, 9° 37′ 35″ O |
| Friedhof     | Lindelbach    | Bild gesucht Die Wikipedia wünscht sich an dieser Stelle ein Bild vom hier behandelten Ort. Falls du dabei helfen möchtest, erklärt die Anleitung , wie das geht. BW | 49° 45′ 24″ N, 9° 34′ 56″ O |
| Friedhof     | Mondfeld      | Bild gesucht Die Wikipedia wünscht sich an dieser Stelle ein Bild vom hier behandelten Ort. Falls du dabei helfen möchtest, erklärt die Anleitung , wie das geht. BW | 49° 47′ 8″ N, 9° 25′ 9″ O   |
| Friedhof     | Nassig        | Bild gesucht Die Wikipedia wünscht sich an dieser Stelle ein Bild vom hier behandelten Ort. Falls du dabei helfen möchtest, erklärt die Anleitung , wie das geht. BW | 49° 44′ 16″ N, 9° 26′ 58″ O |
| Friedhof     | Reicholzheim  | Bild gesucht Die Wikipedia wünscht sich an dieser Stelle ein Bild vom hier behandelten Ort. Falls du dabei helfen möchtest, erklärt die Anleitung , wie das geht. BW | 49° 43′ 45″ N, 9° 32′ 11″ O |
| Friedhof     | Sachsenhausen | Bild gesucht Die Wikipedia wünscht sich an dieser Stelle ein Bild vom hier behandelten Ort. Falls du dabei helfen möchtest, erklärt die Anleitung , wie das geht. BW | 49° 43′ 59″ N, 9° 29′ 31″ O |
| Friedhof     | Sonderriet    | Bild gesucht Die Wikipedia wünscht sich an dieser Stelle ein Bild vom hier behandelten Ort. Falls du dabei helfen möchtest, erklärt die Anleitung , wie das geht. BW | 49° 43′ 8″ N, 9° 26′ 21″ O  |
| Friedhof     | Urphar        | Bild gesucht Die Wikipedia wünscht sich an dieser Stelle ein Bild vom hier behandelten Ort. Falls du dabei helfen möchtest, erklärt die Anleitung , wie das geht. BW | 49° 44′ 49″ N, 9° 34′ 21″ O |
| Friedhof     | Vockenrot     | Bild gesucht Die Wikipedia wünscht sich an dieser Stelle ein Bild vom hier behandelten Ort. Falls du dabei helfen möchtest, erklärt die Anleitung , wie das geht. BW | 49° 45′ 5″ N, 9° 29′ 15″ O  |
| Friedhof     | Waldenhausen  | Bild gesucht Die Wikipedia wünscht sich an dieser Stelle ein Bild vom hier behandelten Ort. Falls du dabei helfen möchtest, erklärt die Anleitung , wie das geht. BW | 49° 44′ 40″ N, 9° 31′ 14″ O |

#### Sonstiges
Folgende sonstige Sakralbauten beziehungsweise Sakralbauten weiterer christlicher Gemeinschaften befinden sich im Stadtgebiet von Wertheim:
| Name            | Konfession     | Ort      | Bild | Koordinaten               |
| --------------- | -------------- | -------- | --- | ------------------------- |
| Königreichssaal | Jehovas Zeugen | Wertheim | Bild gesucht Die Wikipedia wünscht sich an dieser Stelle ein Bild vom hier behandelten Ort. Falls du dabei helfen möchtest, erklärt die Anleitung , wie das geht. BW | 49° 45′ 8″ N, 9° 31′ 9″ O |

### Judentum
Die folgenden jüdischen Sakralbauten des ehemaligen Bezirksrabbinats Wertheim bestanden oder bestehen im Stadtgebiet von Wertheim:
| Name                        | Ort       | Bild | Koordinaten                 |
| --------------------------- | --------- | ---- | --------------------------- |
| Jüdischer Friedhof Wertheim | Wertheim  |      | 49° 45′ 35″ N, 9° 31′ 25″ O |
| Synagogen in Wertheim       | Wertheim  |      | 49° 45′ 39″ N, 9° 30′ 55″ O |
| Synagoge (Dertingen)        | Dertingen |      | 49° 45′ 57″ N, 9° 37′ 14″ O |

### Islam
Die Muslime besuchen die Selimiye-Moschee im Wertheimer Stadtteil Reinhardshof.
| Name                      | Ort          | Bild | Koordinaten                 |
| ------------------------- | ------------ | ---- | --------------------------- |
| Selimiye-Moschee Wertheim | Reinhardshof |      | 49° 45′ 11″ N, 9° 29′ 42″ O |